# Csuklyás hantmadár
A csuklyás hantmadár (Oenanthe monacha) a madarak osztályának a verébalakúak (Passeriformes) rendjéhez és a  légykapófélék (Muscicapidae) családjához tartozó faj.

## Rendszerezése
A fajt Coenraad Jacob Temminck holland arisztokrata és ornitológus írta le 1825-ben, a Saxicola nembe Saxicola monacha néven.

## Előfordulása
Dzsibuti, Egyiptom, az Egyesült Arab Emírségek, India, Irán, Izrael, Jordánia, Jemen, Kuvait, Omán, Pakisztán, Katar, Szaúd-Arábia és Szudán területén honos. Kóborlásai során eljut Bahreinbe, Ciprusra és Irakba is.
Természetes élőhelyei a szubtrópusi vagy trópusi száraz cserjések és forró sivatagok, valamint nedves környezet és szántóföldek. Állandó, nem vonuló faj.

## Megjelenése
Testhossza 17 centiméter, testtömege 18–20 gramm.  A hímnek hosszú, fehér koronája, fekete mell része, háta és szárnya van, fehér a hasi része, a fara és a farka. A tojó barnás színű.
|  |

## Életmódja
Főleg rovarokkal táplálkozik, de magvakat is fogyaszt.

## Szaporodása
Fészekalja 4-5 tojásból áll, melyen 13-14 napig kotlik.

## Természetvédelmi helyzete
Az elterjedési területe rendkívül nagy, egyedszáma pedig stabil. A Természetvédelmi Világszövetség Vörös listáján nem fenyegetett fajként szerepel.